# BLU-82
BLU-82 er navnet på en amerikansk 6.800 kilogram (15.000 lbs) bombe der anvendes til en lang række formål. Bomben kastes fra stor højde fra en C-130 Hercules. Bomben eksploderer ca. 1 m over jorden for ikke at skabe et stort krater.
BLU-82 går under øgenavnet "Daisy Cutter" og den blev anvendt første gang 23. marts 1970 i Vietnam. Formålet med en så voldsom eksplosion tæt på jordoverfladen er at få ryddet al vegetation væk, så man f.eks. kan etablere en helikopterlandingsplads. Bomben rydder et skovområde på knap 100 m i diameter.
Femten af disse bomber blev anvendt under Golfkrigen i 1991 primært til at fjerne minefelter, men også for at opnå en psykologisk virkning på de irakiske soldater. Mindst fire blev kastet i Afghanistan mod Al-Qaeda tunneler og huler.